# Дамарский пескорой
Дамарский пескорой (лат. Fukomys damarensis) — вид грызунов из рода Fukomys семейства землекоповых (Bathyergidae).
Вид был зарегистрирован в западной части Замбии, западном Зимбабве, Ботсване (широко распространён за исключением крайней восточной части), центральной и северной Намибии и незначительно в Северо-Капской провинции ЮАР. Проживает в полузасушливых кустарниковых саваннах, лесах, лугах, связанных с красным песком Калахари и песчаными почвами. Годовое количество осадков в районах, где проживает этот землекоп, составляет около 2-400 мм.

## Описание
Средний вес самцов 165 г, самок 141 г. Конечности короткие и толстые, стопы сравнительно крупные, с кожистыми подошвами. Голова конусообразная с тупым, подковообразным носом. Ноздри расположены близко друг к другу и прямо над торчащими из полости рта резцами. Глаза маленькие, голубые, с утолщёнными веками и короткими ресницами. Шерсть короткая, густая и блестящая. Имеется участок белой шерсти на затылке, также могут быть белые полосы вдоль спинного хребта. Вибриссы длинные, 1-2 см. Температура тела 35,1 °C. Зубная формула: {\displaystyle I{1 \over 1}C{0 \over 0}P{0 \over 0}M{4 \over 4}=20}.

## Образ жизни
Ведёт подземный, дневной образ жизни. Социальный, живёт в колониях, насчитывающих в среднем около 16 особей, но может быть до 41 особи. Колонию составляет единственная пара, которая даёт потомство. Колония может давать до четырёх выводков по 1-6 детёнышей в год. Если самка репродуктивного возраста умирает, колония рассеивается. Средняя продолжительность поколения три года.
Дамарский пескорой является одним из немногих эусоциальных млекопитающих. Популяции делятся на размножающиеся и неразмножающиеся рабочие особи, причем продолжительность жизни последних заметно меньше, чем у размножающихся.
Воду не пьёт, получая всю необходимую влагу из пищи (растения с их подземными органами). Подземные запасающие органы растений (геофиты) содержат 77-80 % влаги, необходимые минералы (такие как кальций, магний и фосфаты), а многие луковицы и клубни имеют высокий коэффициент усвояемости (85-95 %).
Система туннелей содержит разветвлённую сеть неглубоких ходов (глубиной 5-25 см) и несколько глубоких тоннелей (глубиной около 1,5 м, диаметром 6,5-7,5 см), ведущих к гнездовой камере (около 25-30 см в диаметре, на глубине до 2,5 м под землёй) с не менее чем двумя входами. Колония занимает одну территорию в течение многих лет (более шести), поэтому тоннели могут иметь общую длину более 1 км. Система нор полностью изолирована от поверхности, создавая уникальный микроклимат с умеренной температурой (20 °C зимой и 30 °C летом), содержанием кислорода 19,9-20,4 %, содержанием углекислого газа 0,4-6,0 %, влажностью 95 %.

## Естественные враги
Кротовая змея (Pseudaspis cana) проталкивается головой в почву, ждёт перемещения дамарского пескороя под землёй, а затем захватывает животное сзади, сжимает и убивает его. Очковая змея (Naja naja) заползает в открытые отверстия и разрывы в тоннелях пескороя. Дамарские пескорои, отделившиеся от колонии, уязвимы для сов и млекопитающих хищников, таких как каракал (Caracal caracal), пятнистая гиена (Crocuta crocuta), чепрачный шакал (Lupulella mesomelas) и стройный мангуст (Galerella sanguinea).

## Генетика
Кариотип характеризуется диплоидним числом, 2n=74—78.